# Limnophora subobsoleta
Limnophora subobsoleta är en tvåvingeart som beskrevs av Malloch 1929. Limnophora subobsoleta ingår i släktet Limnophora och familjen husflugor.
Artens utbredningsområde är Tonga. Inga underarter finns listade i Catalogue of Life.